# یاشد
یاشد (به مجاری:  Jásd) یک شهرداری در مجارستان است که در ناحیه وارپالوتا واقع شده‌است. یاشد ۱۰٫۲۸ کیلومتر مربع مساحت و ۸۳۰ نفر جمعیت دارد.